# Cardada
Cardada è la località situata principalmente nel comune di Locarno nel Canton Ticino, poco distante dalla città omonima, ma di cui il territorio si estende anche nelle zone montane dei comuni di Orselina, Minusio, Brione sopra Minusio e Avegno Gordevio. Cardada e, più precisamente, il vicino pendio della Cimetta sono le tradizionali destinazioni montane dei locarnesi.

## La storia
Prima degli anni '50 Cardada e Cimetta erano meta principalmente degli appassionati di sport invernali, che salivano a piedi per i sentieri della montagna e sostavano alla capanna di Cimetta, costruita nel 1936 dallo Sci Club di Solduno. La mancanza di un trasporto limitava l'accesso a questa montagna a pochi escursionisti e sciatori, i quali erano gli unici a godere della vista sul bacino del Lago Maggiore.
Alla soglia degli anni '50 un gruppo promotore avviò un importante progetto per la realizzazione di una funivia che collegasse Orselina a Cardada. Nel 1952 iniziarono i lavori di costruzione della prima funivia, i quali furono terminati il 26 dicembre dello stesso anno, dando così finalmente a tutti accesso a questo luogo. L'entusiasmo da parte dei turisti e della popolazione residente fece sì che nel primo anno di attività la funivia trasportò 68'598 persone. Negli anni seguenti, grazie all'abbondante afflusso di visitatori durante tutto il corso dell'anno, la stazione turistica di Cardada vide una notevole espansione: nel 1956 venne costruita la seggiovia Cardada-Cimetta e tra il 1951 e il 1965 vennero realizzati gli scilift, grazie ai quali Cimetta divenne meta particolarmente attrattiva per gli sciatori.
L'impianto della funivia nel corso degli anni ha visto diverse ristrutturazioni e ammodernamenti; i cambiamenti più significativi sono avvenuti nel 1984, quando la cabina fu sostituita con una più moderna e capiente, e nel 2000, quando tutto l'impianto venne completamente rinnovato. Oltre alla costruzione della nuova funivia, nel 2000 l'architetto paesaggista Paolo Bürgi ha realizzato diverse opere a Cardada e Cimetta.
La vista di cui si gode da Cardada è sicuramente l'aspetto che più colpisce di questa montagna, tanto da essere conosciuta come la perla del Lago Maggiore.
Cardada è raggiungibile con una funivia, che trasporta i passeggeri dai 395 m/s/m di Orselina ai 1'340 m/s/m di Cardada. Inaugurata nel giugno del 2000, la funivia Orselina-Cardada è stata progettata dall'architetto Mario Botta, il quale ha ideato stazioni di partenza e di arrivo e ha curato il design delle cabine dalla caratteristica forma a goccia che, grazie alla leggera struttura in acciaio e vetro, permettono di godere durante il viaggio del panorama sul Distretto di Locarno.

## Clima e natura
La posizione rivolta a sud fa sì che la montagna sia costantemente irradiata dai raggi del sole dall'alba al tramonto. D'estate l'altitudine contribuisce a mantenere il clima fresco.
Cardada è particolarmente ricca di flora e fauna: grazie al clima soleggiato vi crescono le camelie e nell'ombra dei suoi boschi di faggi, larici, castagni e betulle. Non è inoltre raro incontrare numerose specie di uccelli.
La montagna si trova in una regione privilegiata dal punto di vista climatico e, grazie alla sua posizione rivolta a sud, gode di un costante e lungo soleggiamento che garantisce temperature miti anche durante i mesi invernali più freddi.